# Fritz Haussmann (NS-Funktionär)
Wilhelm Friedrich Haussmann, auch Wilhelm Friedrich Haußmann (* 21. August 1873 in Oberndorf am Neckar; † 7. September 1951 in Stuttgart) war ein deutscher hoher Verwaltungsfunktionär in der staatlichen Sozialfürsorge Württembergs. Unter der Herrschaft der Nationalsozialisten erreichte er in den 1930er-Jahren das Amt des Präsidenten des Württembergischen Landesfürsorgeverbandes. Vom 19. April 1945 bis zum 18. Juni 1945 war er kommissarischer Bürgermeister von Tübingen.

## Leben
Haussmann wurde als Sohn eines Bahnverwalters und späteren Postmeisters geboren. Er studierte nach dem Besuch des Tübinger Gymnasiums Regiminal- bzw. Staatsverwaltungswissenschaft in Tübingen. Während seines Studiums wurde er 1891 Mitglied der burschenschaftlichen Tübinger Königsgesellschaft Roigel. Er wurde 1899 an der wirtschaftswissenschaftlichen Fakultät der Universität Tübingen promoviert.
Nach seinem Referendariat wurde er 1903 zum (Ober-)Amtmann in Urach ernannt, trat seinen Dienst jedoch nicht an, da er ab 1904 in Öhringen eingesetzt wurde. Vom Dienst beurlaubt, übernahm er 1908 die Geschäftsführung des Vereins zur Förderung der Wanderarbeitsstätten. 1913 wurde er planmäßiger Assessor mit der Amtsbezeichnung Oberamtmann, 1920 Kollegialrat mit der Amtsbezeichnung Regierungsrat und 1921 als Oberregierungsrat im Geschäftsbereich des Arbeits- und Ernährungsministeriums Leiter der Hauptfürsorgestelle der Kriegsbeschädigten- und Kriegshinterbliebenenfürsorge. 1924 wurde er Zweiter und 1930 Vorsitzender der Württembergischen Landesfürsorgebehörde. 1938 ging er als Regierungsdirektor in den gesetzlichen Ruhestand. Ab September 1939 leistete er als wiederverwendeter Ruhestandsbeamter Dienst in der Bauabteilung des Finanzministeriums Württembergs.

### Beteiligung an Zwangsterilisationsverfahren im Nationalsozialismus
Als Direktor des Württembergischen Landesfürsorgeverbandes war Haussmann in führender Position an der Umsetzung des nationalsozialistischen Zwangssterilisationsprogrammes in den ihm unterstellten Erziehungs-, Kranken-, Behinderten- und Armenheimen verantwortlich. Zwangssterilisationen waren Teil der nationalsozialistischen Eugenik zur Ausrottung „unwertem“ Lebens. Hierunter fielen bisweilen schon als schwer erziehbar geltende Jugendliche, deren Zwangskastration in 15-minütigen Schnellverfahren vor dem Erbgesundheitsgericht angeordnet wurde. Mit Bezug auf die Umsetzung einer Änderung des sogenannten Gesetzes zur Verhütung erbkranken Nachwuchses begrüßte Haussmann 1935 ausdrücklich den Vorschlag, Zwangssterilisierungen bei allen in Frage kommenden Betreuten durchzuführen.

### Nachkriegszeit
In der unmittelbaren Nachkriegszeit war Haussmann vorübergehend von April bis Juni 1945 kommissarischer Bürgermeister von Tübingen. In dieser Funktion setzte er sich dafür ein, dass bereits am 23. Mai 1945, vier Tage nach der Besetzung Tübingens durch die Franzosen die erste Ausgabe des Nachfolgers der NS-belasteten Tageszeitung „Tübinger Chronik“ unter dem Namen „Mitteilungen der Militärregierung für den Kreis Tübingen“ erscheinen konnte. Er empfahl jedoch, die jüngere Vergangenheit nicht allzu genau zu betrachten, und sich „auf die Wiedergabe von Anordnungen der Besatzungsarmee und deutscher amtlicher Stellen [zu] beschränken [und sich] einer grundlegenden Stellungnahme zu den vergangenen und gegenwärtigen Ereignissen zu enthalten“.
Seinem Wunsch wurde zumindest insoweit entsprochen, als dass er trotz seiner NS-Vergangenheit bald in seine Position als Präsident der württembergischen Landesfürsorgebehörde zurückkehren konnte, wo er bis zur Pensionierung unbehelligt blieb.